# Манцель, Карл Людвиг
Карл Людвиг Манцель (нем. Karl Ludwig Manzel; 3 июня 1858, Ной-Козенов — 20 июня 1936, Берлин) — немецкий скульптор, живописец, иллюстратор и график, педагог.

## Биография

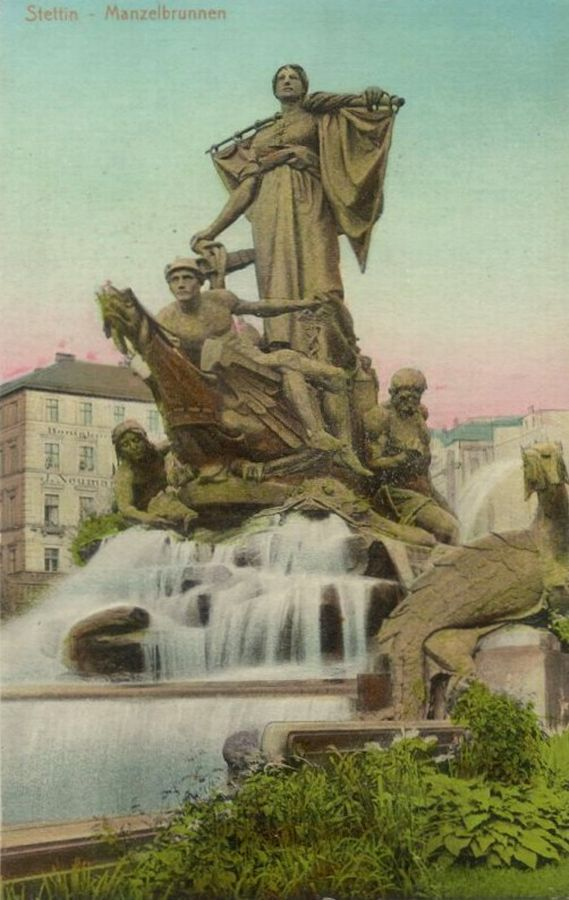
Фонтан Манцеля

Родился в семье портного и акушерки. 1875 года обучался в Королевской прусской академии художеств в Берлине. Ученик Карла Вольфа и Фрица Шапера. Добился первых успехов и получив годовую стипенди, отправился в Париж, где оставался в течение трёх лет, работая в крупной художественной студии.
В 1889 году вернулся в Берлин, стал свободным художником и заключил постоянный контракт с императорской семьей на изготовление бюстов и барельефов . Его настоящий прорыв произошел в 1894 году, когда ему было поручено создать фигуры для Берлинского кафедрального собора и Рейхстага. В 1895 году стал членом Академии художеств, а в следующем году — профессором берлинского Музея прикладного искусства. Занимал пост президента Академии с 1912 по 1915 год и с 1918 по 1920 год.
В последние годы своей жизни он занялся живописью, создав запрестольные образы для нескольких церквей Шарлоттенбурга. Одной из последних его работ стал бронзовый медальон Йозефа Геббельса .

Галерея
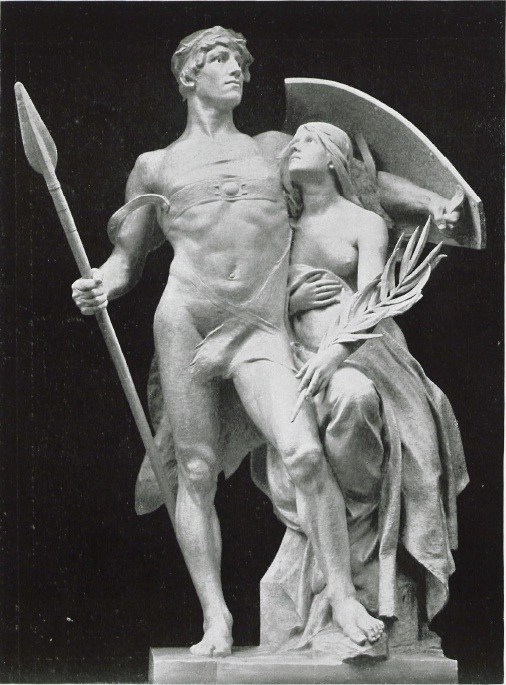
«Статуя мира, защищенная оружием» (1889 г.)
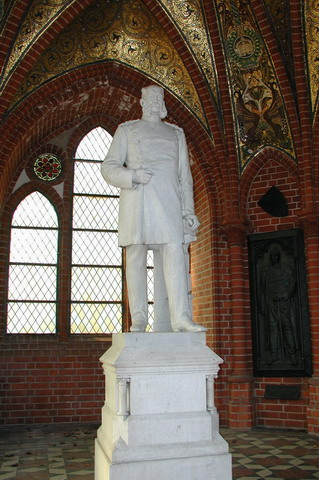
Мраморная статуя Вильгельма I
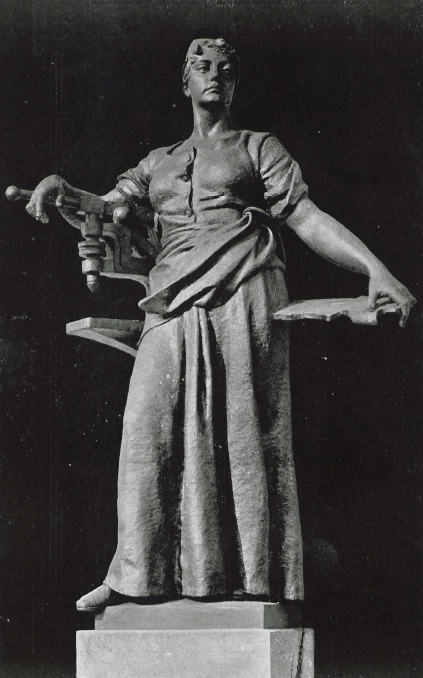
Статуя «Труд» (1904 г.
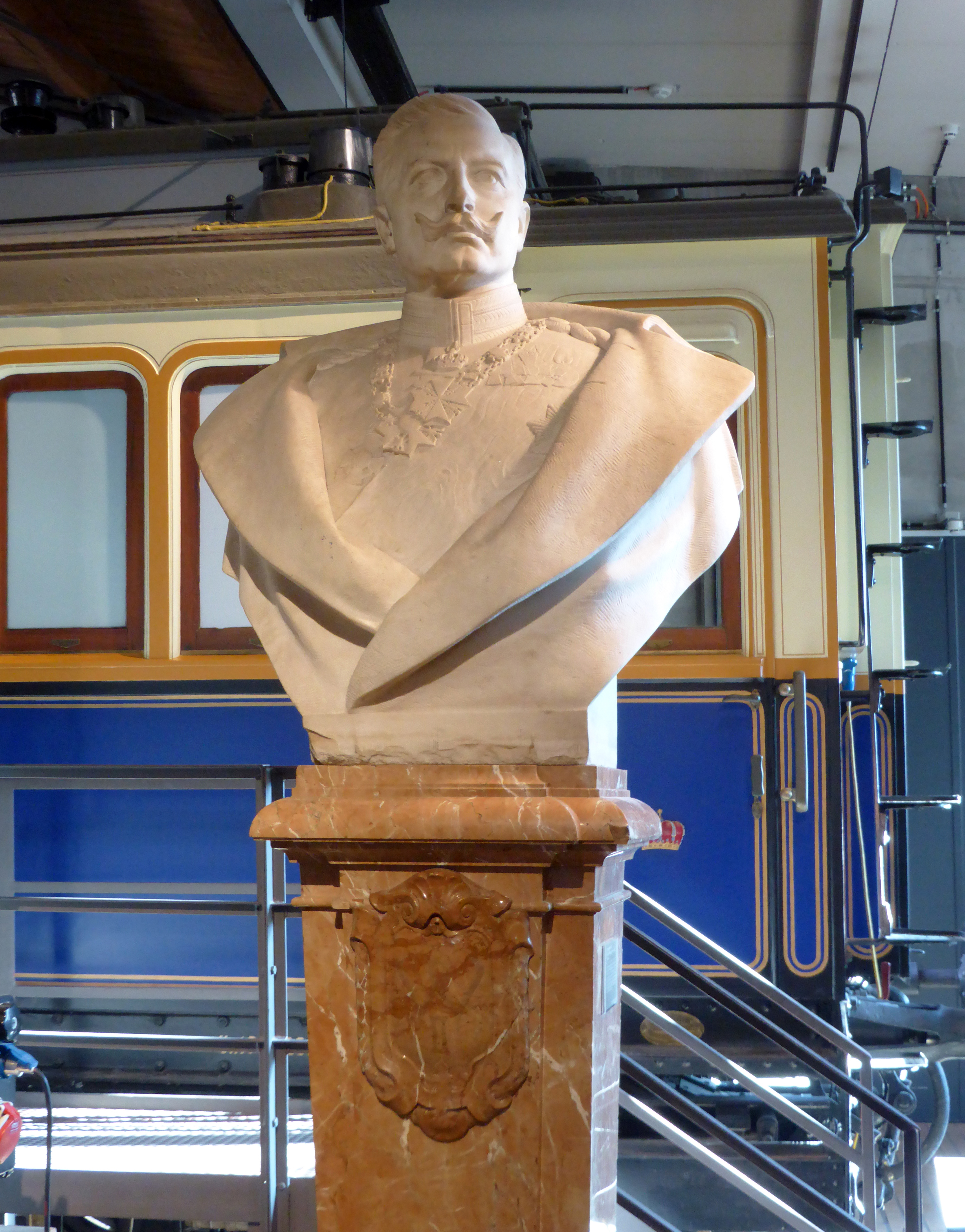
Бюст кайзера Вильгельма II, 1906
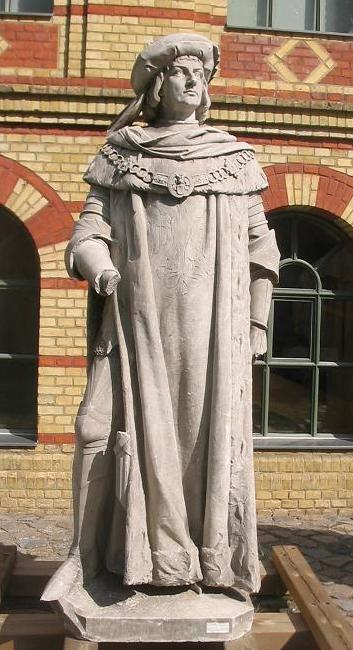
Памятник Фридриху I